# Brad Patton
Brad Patton (* 7. August 1972 in Melbourne, Australien; als Joel Mangs) ist ein ehemaliger australisch-schwedischer Pornodarsteller.

## Leben
Patton stammt aus einer religiös geprägten Familie. Sein Vater, schwedisch-finnischer Herkunft, war Pfarrer der religiösen Glaubensgemeinschaft Assembly of God, seine australische Mutter war Schulsekretärin an einer christlichen Schule in Melbourne. Er wuchs in drei verschiedenen Ländern auf, u. a. in Australien und in Schweden, wo er einen Großteil seines Lebens verbrachte. Er blieb zunächst in Schweden, als seine Eltern nach Australien zurückkehrten; später kehrte er wieder nach Australien zurück. Im Alter von 22 Jahren hatte er sein Coming-out und auch seinen ersten Geschlechtsverkehr.
Patton begann im Alter von neun Jahren mit dem Eiskunstlauf. Er nahm an mehreren Wettkämpfen teil, bei denen er unter seinem Geburtsnamen Joel Mangs startete. Er gewann zwei Goldmedaillen bei den Gay Games VI und zwei Silbermedaillen bei den World Outgames 2006 in Montreal. Er nahm in den Niederlanden an der zweiten Staffel der Fernsehshow Dancing on Ice teil. Er trat außerdem insgesamt 6 Jahre bei der Eiskunstlauf-Show Disney on Ice auf. Patton war mehrere Jahre mit dem Pornodarsteller Brian Hansen liiert. Er lebt in Amsterdam.

## Karriere als Pornodarsteller
Für die Porno-Industrie wurde Patton von Regisseur Chi Chi LaRue entdeckt. Sein Debüt hatte er, unter LaRues Regie, in dem 2003 bei Falcon Entertainment veröffentlichten Film Hot Wired 2, bei dem er auch als Cover-Model präsentiert wurde. Patton war in diesem Film in zwei der insgesamt fünf Szenen zu sehen, in einer Duo-Szene mit Trent Atkins und einer Threesome-Szene mit Tommy Brandt und Daniel Montes. Patton erhielt daraufhin einen Exklusiv-Vertrag bei Falcon Entertainment und wurde fortan als sogenannter „Falcon Exclusive“-Darsteller vermarktet. Für Falcon Entertainment und dessen auf jüngere Darsteller spezialisierte Produktlinie Jocks drehte er in den folgenden zwei Jahren etwa 10 Filme. In seinem nächsten Film für Falcon Entertainment, Drenched Part 1: Soaking It in (2003), der auf Hawaii gedreht wurde, hatte Patton eine Outdoor-Sexszene in einem türkisfarbenen, natürlichen Pool mit dem Falcon-Star Lane Fuller. In dem im Soldaten-Milieu spielenden Film The Recruits (2004) verkörperte Patton mit grünem T-Shirt, Military-Beinkleidern und Erkennungsmarke um den Hals einen jungen Rekruten, der Sex mit seinem älteren Führungsoffizier (Breck Stewart) hat. In seiner zweiten Filmszene spielte er einen Gefangenen, der mit zwei Soldaten (Matthew Rush und Joe Sport) Geschlechtsverkehr hat. In dem im Piloten-Milieu spielenden Falcon-Klassiker Taking Flight Part 1 (2004) war Patton, in Lederkleidung, in einer Vierer-Orgie mit den europäischen Porno-Stars Arpad Miklos, Jean Franko und Dean Monroe zu sehen. In dem 2005 veröffentlichten Pornofilm Heaven To Hell, der in der Besetzung ausschließlich „Falcon Exclusive“-Darsteller vereinte, verkörperte Patton einen „süßen, unschuldigen Engel“ mit weißen Flügeln, der von zwei Dämonen defloriert wird. Dies war der erste Film, in dem Patton als Darsteller beim Analverkehr die „passive“ Rolle (Bottom) übernahm.
2005 verließ er Falcon Entertainment, weil er aus seiner Sicht alles dort Mögliche erreicht hatte. Er arbeitete in der Folgezeit dann auch für andere Studios, u. a. für Colt Studio, Buckshot Productions, Olympus und Hot House Entertainment. In dem von Colt Studio produzierten Streifen Beyond Perfect (2005) war er in einer Bottom-Szene mit Jason Kingsley als Partner zu sehen. In der Hot House Entertainment - Produktion Trunks 2 (2005), in der Patton, gemeinsam mit Alex Collack, als Cover-Model in gelben, enganliegenden Speedos präsentiert wurde, hatte er eine Sex-Szene mit Matt Cole auf einer Sonnenliege neben einem Swimmingpool. In dem Pornofilm Manly Heat: Part 2 – Quenched (2006) spielte er mit seinem Lebensgefährten Brian Hansen in einer Outdoor-Sexszene auf einem Sportboot. Im Jahr 2007 gab Patton seinen Rückzug aus dem Porno-Business bekannt. 2008 erschien bei Colt Studios noch die Produktion Couples III, in der Patton eine Flip-Flop-Szene mit Tom Chase hatte. Seither wurden immer wieder Best-of-Produktionen und Kompilationen mit Szenen aus früheren Filmen veröffentlicht. Bei Falcon Entertainment erschien in der „Falcon Anthology Series“ auf DVD eine Kompilation unter dem Titel The Best of Brad Patton mit Szenen aus den Jahren 2002 bis 2005.
Als Pornodarsteller in homoerotischen Pornos gewann er verschiedene  Preise der US-amerikanischen Pornoindustrie. 2004 erhielt er bei den GayVN Awards den Preis für die „Best Oral Scene“ für seine Szene mit Lane Fuller in Drenched Part I. Bei den Grabby Awards 2006 erhielt er den Preis für die „Best Duo Sex Scene“ in Beyond Perfect (mit Jason Kingsley), bei den 2007 GayVN Awards den Preis für die „Best Sex Scene – Duo“ in Manly Heat: Quenched (mit Brian Hansen).

## Rollen-Image und Vermarktung
Patton wirkte sowohl in aktiven als auch passiven Oralsex-Szenen mit. In Analsex-Szenen übernahm er hauptsächlich die „aktive“ Rolle (Top). Er übernahm jedoch in einigen Filmen auch die „passive“ Rolle (Bottom). Mehrere seiner Filmauftritte enthielten auch intensive Kussszenen.
In den pornografischen Medien wurde insbesondere sein „gutes Aussehen“, sein „jungenhafter Charme“, seine „glattrasierte Bodybuilder-Figur“ und sein „großes, ungewöhnlich dickes Geschlechtsteil“ hervorgehoben. Er wurde als „Falcon-Legende“ und als „einer der meistgesuchten Falcon-Superstars“ bezeichnet. In einem auf der Website Str8UpGayPorn.com 2014 veröffentlichten Ranking gehört Patton auf Platz 32 zu den 60 erfolgreichsten Falcon-Stars aller Zeiten.
Neben seiner Tätigkeit als Pornodarsteller war Patton auch als Model in der Erotikbranche tätig. Zwischen 2003 und 2007 war er in verschiedenen Porno-Magazinen abgelichtet. Im Juli 2005 war er Cover-Model der Zeitschrift  Jock. Außerdem war er Cover-Model des Magazins XXX Showcase. Die Ausgaben enthielten mehrseitige Fotostrecken von Patton mit erotischen Fotos, in denen er vollständig nackt und teilweise mit erigiertem Penis abgebildet war. Weitere Fotos und Fotostrecken mit Patton erschienen unter anderem in den Magazinen Freshmen (Dezember 2003), Men (Februar 2004), All Man (März 2004; mit Interview), Blueboy (Juli 2004), Inches (September 2004; Januar 2007) und Unzipped (Januar 2007; März 2007).
Szenenfotos und Standfotos mit Brad Patton aus den Filmen Drenched Part 1 (2003) und Heaven to Hell (2004) wurden 2009 in dem im Bruno Gmünder Verlag erschienenen Coffee Table Book Ultimate Falcon: Falcon Studios, einer Produktionsgeschichte der Falcon Studios von 1972 bis 2009, veröffentlicht.

## Filmografie (Auswahl)
- 2003: Hot Wired 2: Turned On (Falcon Entertainment; FVP 148)
- 2003: Drenched Part I: Soaking It In (Falcon Entertainment; FVP 149)
- 2004: Tommy’s Tale (Falcon Entertainment; FVP 151)
- 2004: The Recruits (Falcon Entertainment; FVP 152)
- 2004: Taking Flight  Part 1 (Falcon Entertainment; FVP 154)
- 2005: Man Made (Falcon Entertainment; FVP 158)
- 2005: Bootstrap (Falcon Entertainment; FVP 159)
- 2005: Heaven To Hell (Falcon Entertainment; FVP 160)
- 2005: Cross Country (Falcon Entertainment; FVP 161)
- 2005: Beyond Perfect (Colt Studio/Buckshot Productions)
- 2006: Trunks 2 (Hot House Entertainment)
- 2006: Manly Heat: Part 2 – Quenched (Colt Studio/Buckshot Productions)
- 2007: Casting Couch (Colt Studio/Olympus)
- 2008: Couples III (Colt Studio)

## Preise und Auszeichnungen (Auswahl)
- 2004: GayVN Awards: Best Oral Scene in Drenched Part I (mit Lane Fuller)
- 2006: Grabby Awards: Best Duo Sexszene, in Beyond Perfect
- 2007: GayVN Awards: Beste Sexszene, Duo, in Manly Heat: Quenched

## Einzelbelege
1. 1 2 3 4 5 6  Brad Patton Interview & Photos (Memento des Originals vom 18. August 2016 im Internet Archive)  Info: Der Archivlink wurde automatisch eingesetzt und noch nicht geprüft. Bitte prüfe Original- und Archivlink gemäß Anleitung und entferne dann diesen Hinweis. Abgerufen am 9. Juli 2016
2. ↑  Dept. of WEHT: Brad Patton & Brian Hansen (Memento des Originals vom 9. Juli 2016 im Internet Archive)  Info: Der Archivlink wurde automatisch eingesetzt und noch nicht geprüft. Bitte prüfe Original- und Archivlink gemäß Anleitung und entferne dann diesen Hinweis. in: Gay Porn Times vom 7. Januar 2008. Abgerufen am 9. Juli 2016
3. 1 2  Brian Hansen and Brad Patton. 30. Oktober 2007, abgerufen am 10. Juli 2016 (englisch).
4. 1 2 3 4 5 6  Brad Patton. Profil bei Smutjunkies. Abgerufen am 9. Juli 2016
5. ↑  Taking Flight Part1! Produktionsdetails/Handlungsbeschreibung bei TLA Video. Abgerufen am 9. Juli 2016
6. ↑  HEAVEN TO HELL (FVP-160) Produktionsdetails/Handlungsbeschreibung Abgerufen am 9. Juli 2016
7. ↑  Tom Chase Flip-Flops with Brad Patton? We Are So There… (Memento des Originals vom 29. August 2010 im Internet Archive)  Info: Der Archivlink wurde automatisch eingesetzt und noch nicht geprüft. Bitte prüfe Original- und Archivlink gemäß Anleitung und entferne dann diesen Hinweis. in: Gay Porn Times vom 28. Januar 2008. Abgerufen am 9. Juli 2016
8. 1 2  The Best of Brad Patton Produktionsdetails/Handlungsbeschreibung bei TLA Video. Abgerufen am 9. Juli 2016
9. ↑  The Best Oral Scene – GayVN Winners List. Abgerufen am 9. Juli 2016
10. ↑  The 60 Greatest Falcon Studios Gay Porn Stars Of All Time, Ranked Str8UpGayPorn.com vom 17. Oktober 2014. Abgerufen am 9. Juli 2016
11. ↑  Ultimate Falcon: Falcon Studios. Bruno Gmünder Verlag 2009. ISBN 978-3-86787-034-4

| Personendaten    | Personendaten                            |
| ---------------- | ---------------------------------------- |
| NAME             | Patton, Brad                             |
| KURZBESCHREIBUNG | australisch-schwedischer Pornodarsteller |
| GEBURTSDATUM     | 7. August 1972                           |
| GEBURTSORT       | Melbourne, Australien                    |